# Udacity
Udacity, Inc. е американска образователна организация с печалба, основана от Себастиан Трън, Дейвид Стейвънс и Майк Соколски, предлагаща масови отворени онлайн курсове (MOOCs).
Според Tрън произходът на името Udacity идва от желанието на компанията да бъде „дръзка за теб, ученика“ (на англ. "audacious for you, the student"). Докато първоначално се фокусира върху предлагането на курсове в университетски стил, днес тя се фокусира повече върху професионални курсове за професионалисти.

## История
Udacity е резултат от безплатни курсове по компютърни науки, предлагани през 2011 г. от Станфордския университет. Трън заявява, че се надява половин милион студенти да се запишат, след записването на 160 000 студенти в предшестващия курс в Станфорд  „Въведение в изкуствения интелект“, и 90 000 студенти се записват в първите два курса към март 2012 г.
Udacity е обявена на конференцията Digital Life Design през 2012 г. Тя се финансира от фирмата за рисков капитал Charles River Ventures и от 200 000 долара лични средства на Трън. През октомври 2012 г. фирмата за рисков капитал Andreessen Horowitz ръководи инвестицията от още 15 милиона долара в Udacity. През ноември 2013 г. Трън обявява в статия в сп. „Fast Company“, че Udacity има „скапан продукт“ и че услугата се променя, за да се фокусира повече върху професионални курсове за професионалисти и „наностепени“.
През 2014 г. Технологичният институт на Джорджия стартира първата „масивна онлайн отворена степен“ по компютърни науки чрез партньорство с Udacity и Ей Ти енд Ти; пълната магистърска степен чрез тази програма струва на студентите 7000 долара.
През октомври 2017 г. Udacity заедно с Unity стартира програма „Learn ARKit“, която може да помогне на разработчиците да подобрят своите умения за изграждане на AR приложения. През същия месец Гугъл си партнира с Udacity, за да стартира нова инициатива за стипендии за амбициозни разработчици на уеб и Android приложения. Въпреки че все още не е печеливша към февруари 2018 г., Udacity е оценена на над 1 милиард долара, като събира 163 милиона долара от известни инвеститори, включително Andreessen Horowitz, Drive Capital и подразделението за рисков капитал на Alphabet, GV.

## Курсове

### Безплатни курсове
Първите два курса на Udacity стартират на 20 февруари 2012 г. и са озаглавени „CS 101: Изграждане на търсачка“, преподаван от Дейвид Евънс от Университета на Вирджиния, и „CS 373: Програмиране на роботизирана кола“, преподаван от Трън. И двата курса използват Python.
Още четири курса стартират на 16 април 2012 г., обхващащи набор от способности и предмети, с преподаватели, сред които Стив Хъфман и Питър Норвиг. Пет нови курса са обявени на 31 май 2012 г. и отбелязват първия път, когато Udacity предлага курсове извън областта на компютърните науки. Четири от тези курсове стартират в началото на третия семестър, на 25 юни 2012 г. 
На 23 август 2012 г. е обявен нов курс по предприемачество – „EP245“, преподаван от пенсионирания сериен предприемач Стив Бланк. Четири нови специализирани CS курса са обявени като част от сътрудничеството с Гугъл, Nvidia, Майкрософт, Autodesk, Cadence Design Systems и Wolfram Research на 18 октомври 2012 г., които трябва да стартират в началото на 2013 г. На 28 ноември 2012 г. оригиналният AI-курс на Трън от 2011 г. е пуснат отново като курс в Udacity, CS271.

### Курсове за университетски кредити
Udacity обявява партньорство с Държавния университет в Сан Хосе (SJSU) на 15 януари 2013 г. за пилотиране на три нови курса – два курса по алгебра и въвеждащ курс по статистика (ST095) – достъпни за колежански кредит в SJSU за пролетния семестър на 2013 г. и предлагани изцяло онлайн. 300 студенти от SJSU имат възможност да се запишат за 3 единици кредит в колеж на фиксирана цена от 150 долара. Освен това, подобно на други MOOC, всеки може да се запише по всяко време безплатно. Този първи пилотен проект води до нива на преминаване под традиционния присъствен клас SJSU за всичките три курса. Една от хипотезите е, че много от студентите, които са се записали онлайн, вече са преминали и са се провалили на традиционния курс и следователно е вероятно да се провалят отново. Пилотният курс е повторен през летния семестър с увеличен таван за записване от 1000. Освен това пилотният проект е разширен, за да включва два нови курса – „Въведение в програмирането“ (CS046) и „Обща психология“ (PS001). Този път успехите за курсовете по статистика, колеж по алгебра и програмиране надвишават тези на традиционния присъствен курс. Въпреки това партньорството е спряно на 18 юли 2013 г.

### Наностепен
През юни 2014 г. Udacity и Ей ти енд Ти обявяват програмата "Nanodegree", предназначена да преподава умения за програмиране, необходими, за да се класирате за начална ИТ позиция в Ей ти енд Ти. Твърди се, че курсовата работа отнема по-малко от година за завършване и струва около 200 долара на месец. Ей Ти енд Ти казва, че ще предложи платени стажове на някои завършили програмата. „Не можем да ви превърнем в Нобелов лауреат“, казва г-н Трън на студент. „Но това, което можем да направим, е нещо като повишаване на уменията – Вие сте умен човек, но уменията, които притежавате, са неадекватни за текущия пазар на труда или не Ви позволяват да получите работата, към която се стремите. Ние можем да ви помогнем да придобиете тези умения.“
Наностепента по киберсигурност е обявена на конференцията RSA през април 2018 г. От началото на 2022 г. Udacity предлага 78 наностепени.

### Формат на курса
Всеки курс се състои от няколко модула, включващи видео лекции със затворени надписи, във връзка с интегрирани тестове, за да помогнат на учениците да разберат концепциите и да затвърдят идеите, както и последваща домашна работа, която насърчава модела на „учене чрез правене“. Класовете по програмиране използват езика Python; програмните задачи се оценяват от автоматизирани програми за оценяване на сървърите на Udacity.

## Записване
През първите няколко месеца от съществуването на Udacity, записването за всеки клас е прекъснато на датата на падежа на първата домашна работа и курсовете са предлагани отново всеки семестър. От август 2012 г. всички курсове са с „отворено записване“; студентите могат да се запишат в един или повече курсове по всяко време след стартирането на курса. Всички курсови лекции и набори от проблеми са достъпни при записване и след това могат да бъдат завършени с предпочитаното от студента темпо.
Udacity има студенти в 203 страни през лятото на 2012 г., като най-голям брой студенти са в Съединените щати (42%), Индия (7%), Великобритания (5%) и Германия (4%). Студентите на Udacity за CS101 варират от 13-годишни до 80-годишни. Напреднали 13-годишни деца могат да завършат множество курсове по компютърни науки от по-високо ниво в Udacity.

## Сертифициране
Udacity използва за издаване на сертификати за завършени индивидуални курсове, но от май 2014 г. спира да предлага безплатни сертификати без проверка на самоличността. Освен това, започвайки от 24 август 2012 г., чрез партньорство с компанията за електронно тестване Pearson VUE, студентите от CS101 могат да изберат да положат допълнителен контролиран 75-минутен финален изпит срещу такса от 89 долара в опит да позволят на часовете по Udacity да се „зачитат за акредитация което е признато от работодателите“.
По-нататъшните планове, обявени за опции за сертифициране, ще включват „сигурен онлайн изпит“ като по-евтина алтернатива на лично контролираните изпити.
Глобалният кампус на Щатския университет в Колорадо започва да предлага кредит за прехвърляне за уводния курс по компютърни науки (CS101) за студенти от Udacity, които се явяват на финалния изпит чрез защитено съоръжение за тестване.
През 2015 г. Udacity стартира програмата Nanodegree– платена програма за удостоверяване. Udacity предлага и Nanodegree plus, който е малко по-скъпа, но гарантира работа, ако не успеят да осигурят работа, таксата за курса се връща, въпреки че планира да отмени програмата.

## Награди
През ноември 2012 г. основателят Себастиан Трун спечели американската награда за изобретателност в образованието на Smithsonian за работата си с Udacity.